# 森清 (愛媛県の政治家)
森 清（もり きよし、1925年5月6日 - 2008年6月24日）は、日本の政治家。自由民主党衆議院議員。正四位勲二等。

## 来歴・人物
愛媛県新居浜市出身。1948年に東京大学法学部政治学科を卒業後、自治省に入省する。自治省官房長などを経て、消防大学校校長を最後に退官。1976年に行われた第34回衆議院議員総選挙に旧愛媛2区から自由民主党公認で立候補し当選（当選同期に愛知和男・鳩山邦夫・中村喜四郎・中島衛・西田司・池田行彦・堀内光雄・相澤英之・津島雄二・鹿野道彦・塚原俊平・中西啓介・与謝野馨・渡辺秀央・中川秀直・甘利正など）。以後、1度の落選を挟んで通算当選4回。防衛政務次官などを歴任した。自民党では福田赳夫-安倍晋太郎派（清和会）に所属し、中川派の旗揚げにも参加した。
改憲派で自民党憲法調査会の正副会長会議で主査。憲法調査会副会長を務めた。選挙制度にも精通し、党選挙制度調査会副会長、衆議院公職選挙法特別委員長などを歴任した。病気療養のため、1990年の総選挙には出馬せずに政界を引退。1995年に勲二等旭日重光章受章。地盤は小野晋也が引き継いだ。
政界引退後は神奈川県藤沢市に在住。言論活動を引き続き行い、2003年には雑誌『正論』（平成15年12月号）に論考「違憲違法の衆院の定数配分」を寄稿したほか、同誌への小稿の投稿もある。2006年には自民党新憲法草案について「新憲法草案は不十分な内容で、党内の意識を改革する必要がある。（安倍晋三）首相が（改正に）5年かけると言ったのはよかった」と指摘。現在の自民党の新憲法草案・中曽根康弘の憲法試案には批判的で、著書で自らの試案を公表している。
2007年、元防衛事務次官・守屋武昌に対して過剰接待を行ったことを問題視されている山田洋行の宮崎元伸・元専務が起こした日本ミライズの取締役に就任していることが判明した。
2008年6月24日、膵臓癌のため神奈川県鎌倉市の病院で死去。83歳没。叙正四位。

## 著書
- 『なぜ改憲は必要か』（並木書房 1981年）
- 『タカ派の論理』（第一法規出版 1983年）
- 『衆議院定数問題論集』（菜根出版 1986年）
- 『選挙制度の改革』（プラザ 1989年） ISBN 4-938647-11-7
- 『日本の憲法 すめらみことのしろしめす国』（展転社 2005年） ISBN 4-88656-262-0
- 『日本国憲法案 真正な憲法、正当の憲法』（展転社 2007年） ISBN 978-4-88656-297-5

## 訳書
- 『憲法改正小委員会秘密議事録 米国公文書公開資料』（第一法規出版 1983年）